# Carl Rogers
Pour les articles homonymes, voir Rogers.
Carl Ransom Rogers, né le 8 janvier 1902 à Oak Park (Illinois) et mort le 4 février 1987 à La Jolla (Californie), est un psychologue humaniste américain.
Il a principalement œuvré dans les champs de la psychologie clinique, de la psychothérapie, de la relation d'aide (counseling), de la médiation et de l'éducation. Il est considéré comme l'un des fondateurs de l'approche humaniste en psychologie. Rogers est largement considéré comme l'un des pères fondateurs de la recherche en psychothérapie et a été honoré pour ses recherches pionnières par le prix de la contribution scientifique distinguée de l'American Psychological Association (APA) en 1956.
Sa méthode met l'accent sur la qualité de la relation entre le thérapeute et le patient (empathie, congruence et considération positive inconditionnelle). Cette approche a été introduite en France sous l'appellation de méthode non-directive dans les années 1950, mais Carl Rogers l'avait déjà dénommée psychothérapie centrée sur le client (« Client-Centered Therapy ») puis approche centrée sur la personne (« Person-centered Approach »).
D'après une enquête réalisée en 1982 auprès de 422 psychologues américains et canadiens, il a été considéré comme le psychothérapeute le plus influent de l'histoire.
Une étude publiée en 2002 dans la Review of General Psychology a classé Carl Rogers comme le 6ᵉ psychologue le plus important du XXe siècle.

## Biographie

### Enfance et études
Carl R. Rogers est né le 8 janvier 1902 à Oak Park, en Illinois, dans la banlieue de Chicago aux États-Unis. Il a grandi dans une famille profondément ancrée dans la religion chrétienne et dans le sens du devoir. Son père, Walter A. Rogers, était un ingénieur civil, de confession congrégationaliste. Sa mère, Julia M. Cushing,, était une femme au foyer et une fervente baptiste. Carl était le quatrième de leurs six enfants. Rogers était intelligent et savait bien lire avant la maternelle. Il a 12 ans lorsque ses parents achètent une ferme dans la région et son père devient agriculteur. Le jeune Carl passe donc sa jeunesse au contact de la nature. Après une éducation dans un environnement religieux et éthique strict en tant qu'enfant de chœur au presbytère de Jimpley, il est devenu plutôt isolé, indépendant et discipliné tout en ayant acquis des connaissances et une appréciation de la méthode scientifique dans un monde pratique. 
Après son parcours scolaire, Rogers décide de s'inscrire à l'Université du Wisconsin afin d'étudier l'agriculture pendant deux ans. Par la suite, il s'oriente vers la théologie mais un voyage en Chine en 1922 l'amène à douter des doctrines religieuses et il décide d'étudier la psychologie au Teachers College de l'université Columbia. En 1924, il obtient son diplôme de l'université du Wisconsin, épouse Helen Elliott (une camarade du Wisconsin qu'il avait connue à Oak Park) et s'inscrit à l'Union Theological Seminary (New York). Il obtient son doctorat en 1931 et entreprend une carrière de psychologue clinicien. Quelque temps plus tard, il devient athée. Bien qu'il fût qualifié d'athée au début de sa carrière, Rogers est finalement décrit comme agnostique. Cependant, dans ses dernières années, on rapporte qu'il parlait de spiritualité. Thorne, qui connaissait Rogers et a travaillé avec lui à plusieurs reprises au cours de ses dix dernières années, écrit que « dans ses dernières années, son ouverture à l'expérience l'a contraint à reconnaître l'existence d'une dimension à laquelle il a accolé des adjectifs tels que mystique, spirituel et transcendantal ». Rogers a conclu qu'il existe un domaine « au-delà » de la psychologie scientifique, un domaine qu'il en est venu à apprécier comme « l'indescriptible, le spirituel ».

### Doctorat et travaux
Tout en terminant ses travaux de doctorat, il se consacre à l'étude des enfants. En 1930, Rogers est directeur de la Société pour la prévention de la cruauté envers les enfants à Rochester, dans l'État de New York. De 1935 à 1940, il donne des conférences à l'université de Rochester et écrit The Clinical Treatment of the Problem Child (1939) basé sur son expérience de travail avec des enfants en difficulté. Il a été fortement influencé dans la construction de son approche centrée sur le client par la pratique psychothérapeutique post-freudienne d'Otto Rank, en particulier telle qu'elle est incarnée dans le travail du disciple de Rank, le célèbre clinicien et éducateur en travail social Jessie Taft,.
En 1940, Rogers est devenu professeur de psychologie clinique à l'Ohio State University où il a rédigé son deuxième livre, Counseling and Psychotherapy (1942). Dans cet ouvrage, le psychologue suggère qu'en établissant une relation avec un thérapeute compréhensif et acceptant, un client peut résoudre ses difficultés et acquérir la compréhension nécessaire pour restructurer sa vie.
En 1945, Rogers est invité à créer un centre de conseil à l'université de Chicago. En 1947, il est élu président de l'American Psychological Association. Alors qu'il est professeur de psychologie à l'université de Chicago (1945-57), Rogers participe à la création d'un centre de conseil lié à l'université et y mène des études pour déterminer l'efficacité de ses méthodes. Ses résultats et ses théories ont été publiés dans Client-Centered Therapy (1951) et Psychotherapy and Personality Change (1954). L'un de ses étudiants diplômés à l'université de Chicago, Thomas Gordon, a créé le mouvement Parent Effectiveness Training (P.E.T.). Un autre étudiant, Eugene T. Gendlin, qui préparait son doctorat en philosophie, a développé la pratique du Focusing, basée sur l'écoute rogerienne. En 1956, Rogers devient le premier président de l'Académie américaine des psychothérapeutes. Il enseigne la psychologie à l'Université du Wisconsin, à Madison (1957-63), période durant laquelle il écrit l'un de ses livres les plus connus, On Becoming a Person (1961). Un de ses étudiants, Marshall Rosenberg, a ensuite développé la communication non violente. Rogers et Abraham Maslow (1908-70) ont été les pionniers d'un mouvement appelé psychologie humaniste, qui a atteint son apogée dans les années 1960. En 1961, il a été élu membre de l'Académie américaine des arts et des sciences. Rogers a également été l'une des personnes qui ont remis en question la montée du maccarthysme dans les années 1950. Dans des articles, il critiquait la société pour ses affinités rétrogrades.
Rogers continue d'enseigner à l'Université du Wisconsin jusqu'en 1963, date à laquelle il devient résident du nouveau Western Behavioral Sciences Institute (WBSI) à La Jolla, en Californie. Rogers quitte le WBSI pour participer à la fondation du Center for Studies of the Person en 1968. Parmi ses derniers ouvrages, citons Carl Rogers on Personal Power rédigé en 1977 et Freedom to Learn for the '80s écrit en 1983. Il est resté résident de La Jolla jusqu'à la fin de sa vie, pratiquant la thérapie, donnant des discours et écrivant.
Les dernières années de Rogers ont été consacrées à l'application de ses théories dans des situations d'oppression politique et de conflits sociaux et nationaux ce qui l'a poussé à voyager dans le monde entier. À Belfast, en Irlande du Nord, il a réuni des protestants et des catholiques influents ; en Afrique du Sud, des Noirs et des Blancs ; au Brésil, des personnes passant de la dictature à la démocratie ; aux États-Unis, des consommateurs et des prestataires dans le domaine de la santé. Son dernier voyage, à l'âge de 85 ans, a eu lieu en Union soviétique, où il a donné des conférences et animé des ateliers expérientiels intensifs favorisant la communication et la créativité. Il était étonné de voir combien de Russes connaissaient son travail.
Entre 1974 et 1984, Rogers, sa fille Natalie Rogers et les psychologues Maria Bowen, Maureen O'Hara et John K. Wood ont organisé une série de programmes résidentiels aux États-Unis, en Europe, au Brésil et au Japon, les ateliers de l'approche centrée sur la personne, axés sur la communication interculturelle, la croissance personnelle, l'autonomisation et l'apprentissage du changement social.
En 1987, Rogers a fait une chute qui s'est soldée par une fracture du bassin : il était en vie et a pu contacter les secours. Il subit une opération réussie mais son pancréas fait défaut la nuit suivante et il meurt quelques jours plus tard après une crise cardiaque.
L'une des répliques les plus célèbres de Rogers est la suivante : « La mort est définitive, et accepter cela est la chose la plus difficile à entreprendre. L'être cher ne reviendra pas et rien ne peut changer cela. Rien n'est comparable à eux. La vie est précieuse et vulnérable, alors soyez sage dans la façon dont vous choisissez de la passer, car une fois que la mort arrive, il n'y a pas de retour en arrière possible. »

## Théorie
La théorie du soi de Rogers est considérée comme humaniste, existentielle et phénoménologique. Elle est directement basée sur la théorie de la personnalité du "champ phénoménal" de Combs et Snygg proposée en 1949. Il a écrit 16 livres et de nombreux autres articles de journaux à son sujet. En 2003, Prochaska et Norcross affirment que Rogers « a toujours défendu une évaluation empirique de la psychothérapie. Lui et ses disciples ont démontré qu'une approche humaniste de la conduite de la thérapie et une approche scientifique de l'évaluation de la thérapie ne sont pas nécessairement incompatibles. »

### 19 propositions
À partir de 1951, la théorie de Rogers repose sur 19 propositions :
1. Tous les individus (organismes) existent dans un monde d'expérience en perpétuel changement (champ phénoménal) dont ils sont le centre.
2. L'organisme réagit au champ tel qu'il est expérimenté et perçu. Ce champ perceptuel est la "réalité" pour l'individu.
3. L'organisme réagit en tant que tout organisé à ce champ phénoménal.
4. Une partie du champ perceptuel total se différencie progressivement en tant que soi.
5. À la suite de l'interaction avec l'environnement, et en particulier à la suite de l'interaction évaluative avec les autres, la structure du soi se forme - un modèle conceptuel organisé, fluide mais cohérent de perceptions des caractéristiques et des relations du "je" ou du "moi", ainsi que des valeurs attachées à ces concepts.
6. L'organisme a une tendance et un effort de base : actualiser, maintenir et améliorer l'organisme expérimenté.
7. Le meilleur point de vue pour comprendre le comportement est celui du cadre de référence interne de l'individu.
8. Le comportement est essentiellement la tentative de l'organisme, orientée vers un but, de satisfaire ses besoins tels qu'ils sont vécus, dans le domaine tel qu'il est perçu.
9. L'émotion accompagne et, en général, facilite ce comportement orienté vers un but, le type d'émotion étant lié à l'importance perçue du comportement pour le maintien et l'amélioration de l'organisme.
10. Les valeurs attachées aux expériences et les valeurs qui font partie de la structure de soi sont, dans certains cas, des valeurs vécues directement par l'organisme et, dans d'autres cas, des valeurs introjectées ou reprises d'autres personnes, mais perçues de manière déformée, comme si elles avaient été vécues directement.
11. Au fur et à mesure que les expériences se produisent dans la vie de l'individu, elles sont soit (a) symbolisées, perçues et organisées dans une certaine relation avec le soi, soit (b) ignorées parce qu'il n'y a pas de relation perçue avec la structure du soi, soit (c) privées de symbolisation ou recevant une symbolisation déformée parce que l'expérience est incompatible avec la structure du soi.
12. La plupart des façons de se comporter que l'organisme adopte sont celles qui sont cohérentes avec le concept du soi.
13. Dans certains cas, le comportement peut être provoqué par des expériences et des besoins organiques qui n'ont pas été symbolisés. Ce comportement peut être incompatible avec la structure du soi mais, dans ce cas, l'individu ne "possède" pas ce comportement.
14. L'adaptation psychologique existe lorsque le concept du soi est tel que toutes les expériences sensorielles et viscérales de l'organisme sont, ou peuvent être, assimilées à un niveau symbolique dans une relation cohérente avec le concept du soi.
15. Il y a inadaptation psychologique lorsque l'organisme refuse de prendre conscience des expériences sensorielles et viscérales significatives, qui ne sont donc pas symbolisées et organisées dans la gestalt de la structure du soi. Lorsque cette situation existe, il y a une tension psychologique de base ou potentielle.
16. Toute expérience incompatible avec l'organisation de la structure du moi peut être perçue comme une menace, et plus ces perceptions sont nombreuses, plus la structure du moi est organisée de manière rigide pour se maintenir.
17. Dans certaines conditions, impliquant principalement l'absence totale de menace pour la structure du moi, les expériences incompatibles avec celle-ci peuvent être perçues et examinées, et la structure du moi révisée pour assimiler et inclure de telles expériences.
18. Lorsque l'individu perçoit et accepte dans un système cohérent et intégré toutes ses expériences sensorielles et viscérales, il est nécessairement plus compréhensif envers les autres et accepte davantage les autres en tant qu'individus distincts.
19. Au fur et à mesure que l'individu perçoit et accepte dans sa structure de soi un plus grand nombre de ses expériences organiques, il découvre qu'il remplace son système de valeurs actuel, basé en grande partie sur des introjections qui ont été symbolisées de manière déformée, par un processus de valorisation organisationnel continu.

Remarque : En ce qui concerne le point 17, Rogers est connu pour sa pratique du "regard positif inconditionnel", qui se définit comme l'acceptation d'une personne "sans jugement négatif de ....".

### Développement de la personnalité
En ce qui concerne le développement, Rogers a décrit des principes plutôt que des étapes. L'enjeu principal est le développement d'un concept de soi et la progression d'un soi indifférencié vers un soi pleinement différencié.
Par concept de soi, le psychologue entend : « La gestalt conceptuelle organisée et cohérente composée des perceptions des caractéristiques du "je" ou du "moi" et des perceptions des relations du "je" ou du "moi" avec les autres et les divers aspects de la vie, ainsi que des valeurs attachées à ces perceptions. Il s'agit d'une gestalt qui est disponible pour la conscience, mais pas nécessairement dans la conscience. C'est une gestalt fluide et changeante, un processus mais, à tout moment, c'est une entité spécifique ».
Dans le développement de l'image de soi, il considère que le regard positif conditionnel et inconditionnel est essentiel. Ceux qui sont élevés dans un environnement où le regard positif est inconditionnel ont la possibilité de s'actualiser pleinement. Ceux qui sont élevés dans un environnement de regard positif conditionnel ne se sentent dignes que s'ils répondent aux conditions de valeurs que les autres ont fixées pour eux.

### Caractéristiques d'une personne en pleine possession de ses moyens
Le développement optimal, tel que mentionné dans la proposition 14, se traduit par un certain processus plutôt que par un état statique. Rogers appelle cela la bonne vie où l'organisme vise continuellement à réaliser son potentiel. Il a énuméré les caractéristiques d'une personne qui fonctionne pleinement :
- Une ouverture croissante à l'expérience : elle s'éloigne de la défensive et n'a pas besoin de subception (défense perceptive qui consiste à appliquer inconsciemment des stratégies pour empêcher un stimulus troublant d'entrer dans la conscience).
- Un style de vie de plus en plus existentiel : vivre pleinement chaque moment, ne pas déformer le moment pour l'adapter à la personnalité ou au concept de soi mais laisser la personnalité et le concept de soi émaner de l'expérience. Cela se traduit par l'excitation, l'audace, l'adaptabilité, la tolérance, la spontanéité et l'absence de rigidité. L'ensemble suggère un fondement de confiance. « Ouvrir son esprit à ce qui se passe maintenant, et découvrir dans ce processus présent toute structure qu'il semble avoir »[24].
- Une augmentation de la confiance organisationnelle : cette personne fait confiance à son propre jugement et à sa capacité à choisir un comportement approprié à chaque moment. Elle ne s'appuie pas sur les codes et les normes sociales existants mais a confiance dans le fait qu'en s'ouvrant aux expériences, elle sera capable de faire confiance à son propre sens du bien et du mal.
- La liberté de choix : n'étant pas enchaînée par les restrictions qui influencent un individu incongru, elle est capable de faire un plus large éventail de choix avec plus de fluidité. Elle pense qu'elle joue un rôle dans la détermination de son propre comportement et se sente donc responsable de celui-ci.
- La créativité : il s'ensuit qu'une personne qui fonctionne pleinement se sentira plus libre d'être créative. Elle sera également plus créative dans sa façon de s'adapter aux circonstances sans ressentir le besoin de se conformer.
- Fiabilité et esprit constructif : on peut leur faire confiance pour agir de manière constructive. Une personne qui est ouverte à tous ses besoins sera capable de maintenir un équilibre entre eux. Chez les individus congruents, même les besoins agressifs seront assortis et équilibrés par la bonté intrinsèque.
- Une vie riche et pleine : Rogers décrit la vie de l'individu qui fonctionne pleinement comme étant riche, pleine et passionnante et suggère qu'il expérimente plus intensément la joie et la douleur, l'amour et les déchirements, la peur et le courage. Il caractérise la bonne vie comme étant le fait de s'impliquer afin de s'étirer, de grandir pour devenir de plus en plus riche de ses potentialités. Cela implique le courage d'être afin de se lancer pleinement dans le courant de la vie[24].

### Incongruence
Rogers a identifié le "vrai moi" comme l'aspect d'une personne qui est fondé sur la tendance à l'actualisation qui consiste à suivre les valeurs et les besoins de l'organisme et qui reçoit un regard positif des autres et de lui-même. D'autre part, dans la mesure où la société n'est pas en phase avec la tendance à l'actualisation et où les gens sont contraints de vivre dans des conditions de valeurs qui ne sont pas en phase avec les valeurs de l'organisme, ne recevant qu'un regard positif et une estime de soi conditionnels, Rogers pense que les gens développent plutôt un "moi idéal". Par idéal, il entendait quelque chose qui n'était pas réel, quelque chose de toujours hors de portée, une norme que les gens ne peuvent pas atteindre. Cet écart entre le moi réel et le moi idéal, le "je suis" et le "je devrais", Rogers l'appelle l'incongruité.

### Psychopathologie
Rogers a décrit les concepts de congruence et d'incongruence comme importants dans sa théorie. Dans la proposition n° 6, il fait référence à la tendance à l'actualisation. En même temps, il reconnaît la nécessité d'un regard positif. Chez une personne pleinement congruente, la réalisation de son potentiel ne se fait pas au détriment de l'expérience de la considération positive. Elle est capable de mener une vie authentique et véritable. Les personnes incongrues, dans leur quête de considération positive mènent des vies qui incluent la fausseté et ne réalisent pas leur potentiel. Les conditions qui leur sont imposées par leur entourage les obligent à renoncer à leur vie authentique et véritable pour obtenir l'approbation des autres. Ils vivent des vies qui ne sont pas fidèles à eux-mêmes.
Rogers a suggéré que l'individu incongru, qui est toujours sur la défensive et ne peut s'ouvrir à toutes les expériences, ne fonctionne pas de manière idéale et peut même présenter des dysfonctionnements. Il s'efforce de maintenir et de protéger son image de soi. Comme sa vie n'est pas authentique, cela est difficile et l'individu incongru se sent constamment menacé. Il déploie donc des mécanismes de défense. Rogers décrit deux mécanismes : la distorsion et le déni. La distorsion se produit lorsque l'individu perçoit une menace pour son image de soi. Il déforme la perception jusqu'à ce qu'elle corresponde à l'idée qu'il se fait de lui-même. Ce comportement défensif réduit la conscience de la menace mais pas la menace elle-même. Ainsi, à mesure que les menaces augmentent, la protection de l'image de soi devient plus difficile et l'individu devient plus défensif et rigide dans sa structure personnelle. Si l'incongruité est démesurée, ce processus peut conduire l'individu à un état qui serait typiquement décrit comme névrotique. Son fonctionnement devient précaire et psychologiquement vulnérable. Si la situation s'aggrave, il est possible que les défenses cessent complètement de fonctionner et que l'individu prenne conscience de l'incongruité de sa situation. Sa personnalité devient désorganisée et bizarre ; un comportement irrationnel, associé à des aspects du soi précédemment niés, peut surgir de manière incontrôlée.

### Les trois attitudes rogériennes
Selon Rogers, les trois attitudes fondamentales du psychothérapeute (ou de l'aidant) sont l'empathie, la congruence et le regard positif inconditionnel.
Dans l'approche rogérienne, le psychothérapeute ou le psycho-praticien se doit d'être un exemple de congruence ou d'authenticité pour son client afin de signifier au client qu'il est, lui aussi, une personne et non pas un sachant, un expert dispensant des conseils. Il y a congruence lorsqu'il y a correspondance exacte entre l'expérience, la prise de conscience et l'expression de soi, lorsqu'il existe en fait une cohérence dans l'expression de la personne entre ce qu'elle ressent, ce qu'elle pense et la façon dont elle agit.
L'empathie s'exprime par des messages verbaux et non verbaux. Les messages verbaux consistent en la répétition ou la reformulation des éléments-clés d'une problématique exprimée par un patient  / client (c'est-à-dire davantage que le seul langage phatique). Le thérapeute est capable de comprendre une situation non pas depuis son propre cadre de référence, mais depuis celui de son patient.
La « chaleur » (ou considération positive, non-jugement), enfin, consiste en l'accueil inconditionnel du patient / client. La personne est acceptée telle qu'elle est, dans l'Ici et maintenant, avec le cadre de référence qui lui est propre. Une attitude humaine, chaleureuse et encourageante porte les points-clés de cette dimension.
Bien plus que des concepts à appliquer, l'approche rogérienne implique un savoir-faire mais surtout un savoir-être pour le thérapeute.
Le travail de Carl Rogers s'est étendu à la pédagogie et à la résolution des conflits internationaux. Dans le droit fil des pédagogies libertaires (voir Tolstoï), en France, il fut une source d'inspiration pour les courants de pédagogie non directive (Daniel Hameline) et dans la pratique du soutien psychosocial aux victimes de catastrophes.
En France toujours, à partir du colloque de Dourdan en 1966, il exerce une influence dans les domaines de la psychosociologie et de l'éducation. De nombreux praticiens, chercheurs et auteurs ont participé aux formations et rencontres qu'il a animées (Jacques Ardoino, André de Peretti, Max Pagès, René Lourau, Georges Lapassade, Anne Ancelin Schützenberger, Roger Mucchielli, Philippe Meirieu notamment).

### Exemples de phrases de type empathique
- Vous avez le sentiment d'être impuissant face à…
- Vous éprouvez une frustration par rapport à…
- Vous ressentez un malaise… de la rancune… etc.

On remarque que l'ensemble des phrases empathiques du professionnel sont centrées sur le patient et sa manière de vivre les choses sur le plan affectif. Cette manière de faire a pour but de permettre au patient de mieux cerner, par cet accompagnement ciblé, les conséquences affectives des expériences vécues et des appréhensions. Du côté du professionnel, elles ont également pour effet de ne pas catégoriser les déclarations du patient, en autorisant celui-ci à exprimer par approbation simple ce qu'il lui est difficile de formuler par des mots. Cette technique est ainsi accélératrice de l'énonciation.
À noter que Rogers n'utilise pas le terme "patient" mais celui de "client", afin de ne pas qualifier la personne de "malade".

### Approche rhétorique proposée par Rogers
En 1970, Richard Young, Alton L. Becker, et Kenneth Pike ont publié Rhetoric : Discovery and Change, un manuel d'écriture universitaire largement influent qui utilisait une approche rogérienne de la communication pour réviser le cadre aristotélicien traditionnel de la rhétorique. La méthode rogérienne d'argumentation implique que chaque partie reformule la position de l'autre à la satisfaction de l'autre, entre autres principes Dans un article, elle peut être exprimée en reconnaissant et en comprenant soigneusement l'opposition plutôt qu'en la rejetant,.

### Relations interculturelles
L'application aux relations interculturelles a impliqué des ateliers dans des situations très stressantes et dans des endroits du monde entier, notamment des conflits et des défis en Afrique du Sud, en Amérique centrale et en Irlande. Rogers, Alberto Zucconi et Charles Devonshire ont cofondé l'Istituto dell'Approccio Centrato sulla Persona (Institut de l'approche centrée sur la personne) à Rome, en Italie.
Le travail international de Rogers pour la paix a culminé avec l'atelier de paix de Rust, qui a eu lieu en novembre 1985 à Rust, en Autriche. Des dirigeants de 17 nations se sont réunis pour discuter du thème Le défi de l'Amérique centrale. Cette réunion a été remarquable pour plusieurs raisons : elle a réuni des personnalités nationales en tant que personnes (et non en fonction de leurs positions), il s'agissait d'un événement privé, et ce fut une expérience extrêmement positive où les membres se sont écoutés et ont établi de véritables liens personnels, par opposition aux réunions diplomatiques rigoureusement formelles et réglementées.

### Politique dialogique et centrée sur la personne
Certains chercheurs pensent qu'il existe une politique implicite dans l'approche de Rogers en matière de psychothérapie,. Vers la fin de sa vie, Rogers est parvenu à ce point de vue lui-même. Le principe central de la politique rogérienne, centrée sur la personne, est que la vie publique ne doit pas nécessairement consister en une série sans fin de batailles entre adversaires jurés mais qu'elle peut et doit plutôt consister en un dialogue permanent entre toutes les parties. Un tel dialogue se caractérise par le respect entre les parties, une parole authentique de la part de chacun et, finalement, une compréhension empathique entre toutes les parties. De cette compréhension découleront (ou du moins pourront découler) des solutions mutuellement acceptables,.
Au cours de sa dernière décennie, Rogers a facilité ou participé à une grande variété d'activités dialogiques entre des politiciens, des activistes et d'autres leaders sociaux, souvent à l'extérieur des États-Unis. Il a également apporté son soutien à plusieurs initiatives politiques américaines non traditionnelles, y compris le 12-Hour Political Party de l'Association pour la Psychologie Humaniste et la fondation d'une organisation politique "transformationnelle", la New World Alliance. 
Au 21e siècle, l'intérêt pour les approches dialogiques de l'engagement et du changement politiques s'est généralisé, en particulier parmi les universitaires et les militants. Les théoriciens d'une approche spécifiquement rogerienne centrée sur la personne et de la politique en tant que dialogue ont apporté des contributions substantielles à ce projet,.

## Applications

### Évolution du concept
À l'origine, Rogers a développé sa théorie comme le fondement d'un système de thérapie. Il l'a d'abord appelée « thérapie non-directive », mais a ensuite remplacé le terme « non-directive » par « centrée sur le client » et plus tard encore « centrée sur la personne ». Même avant la publication de l'ouvrage Client-Centered Therapy en 1951, Rogers pensait que les principes qu'il décrivait pouvaient être appliqués dans une variété de contextes et pas seulement en thérapie. C'est pourquoi il a commencé à utiliser le terme d'approche centrée sur la personne pour décrire sa théorie globale. La thérapie centrée sur la personne est l'application de l'approche centrée sur la personne à la thérapie.

### L'approche centrée sur la personne
L’approche centrée sur la personne (ACP) est une méthode de psychothérapie et de relation d'aide. Cette approche repose sur plusieurs conditions que Rogers a posées sous forme d'auto-questionnement :
- Suis-je authentique et ai-je bien conscience de qui je suis ?
- Suis-je capable de relations positives ?
- Ai-je la force d'être distinct de l'autre (le client) ?
- Ai-je assez de sécurité intérieure pour laisser l'autre libre ?

Carl Rogers dit que le processus d'actualisation est efficace et que la personne atteint un état de congruence si elle s'accepte dans son intégralité afin d'être par la suite acceptée des autres.
À propos de la compréhension empathique :
- Jusqu'où peut-elle aller ?
- Puis-je accepter l'autre tel qu'il est et puis-je lui apporter la sécurité dans notre relation, sans jugement ni évaluation ?
- Puis-je le voir en développement ?

### L'enseignement centré sur l'apprenant
L'application à l'éducation a une grande tradition de recherche solide similaire à celle de la thérapie, les études ayant commencé à la fin des années 1930 et se poursuivant aujourd'hui (Cornelius-White, 2007). Rogers a décrit l'approche de l'éducation dans Client-Centered Therapy et a écrit Freedom to Learn consacré exclusivement au sujet en 1969. Freedom to Learn a été révisé deux fois. Le nouveau modèle centré sur l'apprenant est similaire à bien des égards à cette approche classique de l'éducation centrée sur la personne. Avant la mort de Rogers, il a commencé avec Harold Lyon un livre intitulé On Becoming an Effective Teacher-Person-centered Teaching, Psychology, Philosophy, and Dialogues with Carl R. Rogers and Harold Lyon que Lyon et Reinhard Tausch ont terminé et publié en 2013. Il contient les derniers écrits inédits de Rogers sur l'enseignement centré sur la personne. Rogers avait émis cinq hypothèses concernant l'enseignement centré sur l'apprenant :
- « 'Une personne ne peut pas enseigner directement à une autre personne ; une personne ne peut que faciliter l'apprentissage d'une autre personne ». Ceci est le résultat de sa théorie de la personnalité, qui stipule que chacun existe dans un monde d'expériences en constante évolution dont il est le centre. Chaque personne réagit et répond en fonction de sa perception et de son expérience. La croyance est que ce que fait l'élève est plus important que ce que fait l'enseignant. L'accent est mis sur l'étudiant. Par conséquent, les antécédents et les expériences de l'apprenant sont essentiels à la façon dont il apprend et à ce qu'il apprend. Chaque élève traitera différemment ce qu'il apprend en fonction de ce qu'il apporte en classe.
- « 'Une personne n'apprend de manière significative que les choses qui sont perçues comme étant impliquées dans le maintien ou l'amélioration de la structure du soi. » Par conséquent, la pertinence pour l'étudiant est essentielle à l'apprentissage. Les expériences des étudiants deviennent le cœur du cours.
- « L'expérience qui, si elle était assimilée, impliquerait un changement dans l'organisation du soi, tend à faire l'objet d'une résistance par le biais d'un déni ou d'une distorsion du symbolisme. » Si le contenu ou la présentation d'un cours ne correspond pas aux informations préconçues, l'étudiant apprendra s'il est ouvert à des concepts différents. Être ouvert à des concepts différents des siens est essentiel à l'apprentissage. Par conséquent, encourager gentiment l'ouverture d'esprit est utile pour engager l'étudiant dans l'apprentissage. Il est également important, pour cette raison, que les nouvelles informations soient pertinentes et liées à l'expérience existante.
- « 'La structure et l'organisation du soi semblent devenir plus rigides en cas de menace et relâcher leurs limites lorsqu'elles sont complètement libres de toute menace. » Si les élèves pensent qu'on leur impose des concepts, ils risquent de se sentir mal à l'aise et d'avoir peur. Une barrière est créée par un ton de menace dans la classe. Par conséquent, un environnement ouvert et amical dans lequel la confiance est développée est essentiel dans la salle de classe. La peur d'être puni pour ne pas être d'accord avec un concept doit être éliminée. Un climat de soutien en classe contribue à atténuer les craintes et encourage les élèves à avoir le courage d'explorer des concepts et des croyances différents de ceux qu'ils apportent en classe. En outre, les nouvelles informations peuvent menacer l'idée que l'élève se fait de lui-même ; par conséquent, moins l'élève se sent vulnérable, plus il est susceptible de s'ouvrir au processus d'apprentissage.
- « 'La situation éducative qui favorise le plus efficacement un apprentissage significatif est celle dans laquelle (a) la menace pour le soi de l'apprenant est réduite au minimum et (b) la perception différenciée du domaine est facilitée. » L'instructeur doit être ouvert à l'apprentissage des étudiants et s'efforcer d'établir un lien entre les étudiants et la matière enseignée. Une interaction fréquente avec les étudiants aidera à atteindre cet objectif. Le fait que l'instructeur accepte d'être un mentor qui guide plutôt qu'un expert qui raconte est essentiel pour un apprentissage centré sur l'étudiant, non menaçant et non forcé.

### Carl Rogers et la créativité
Rogers a été un des premiers, avec Abraham Maslow, à s'intéresser à la créativité personnelle.

Il pensait que l'homme, à l'image de la vie dont il est le produit le plus pur, possède des ressources particulières en matière de créativité  :  

« La vie est, au mieux, un processus fluide et changeant dans lequel rien n'est fixé. »

— Extrait de On Becoming a Person - Le développement de la personne, Carl Rogers, 1961, Houghton Mifflin Company, Boston)
Cette vision est proche de la pensée taoïste du changement et de la transformation.[réf. nécessaire]
« Life, at its best, is a flowing, changing process in which nothing is fixed. »

### Autres applications
Parmi les autres applications, citons une théorie de la personnalité, des relations interpersonnelles, de l'éducation, des soins infirmiers, des relations interculturelles et d'autres professions et situations d'"aide". En 1946, Rogers a co-écrit Counseling with Returned Servicemen avec John Wallen (le créateur du modèle comportemental connu sous le nom de The Interpersonal Gap) documentant l'application de l'approche centrée sur la personne au conseil du personnel militaire revenant de la Seconde Guerre mondiale.

### Reconnaissance scientifique
La première preuve empirique de l'efficacité de l'approche centrée sur le client a été publiée en 1941 à l'Université d'État de l'Ohio par Elias Porter, à partir d'enregistrements de séances thérapeutiques entre Rogers et ses clients. Porter a utilisé les transcriptions de Rogers pour concevoir un système permettant de mesurer le degré de directivité ou de non-directivité d'un conseiller. L'attitude et l'orientation du conseiller se sont avérées déterminantes dans les décisions prises par le client,.

## Œuvres
- Notices d'autorité :   - VIAF
  - ISNI
  - BnF (données)
  - IdRef
  - LCCN
  - GND
  - Italie
  - Japon
  - CiNii
  - Espagne
  - Belgique
  - Pays-Bas
  - Pologne
  - Israël
  - NUKAT
  - Catalogne
  - Suède
  - Vatican
  - WorldCat

### Œuvres traduites en français
- 1987 Un manifeste personnaliste : fondements d'une politique de la personne, Dunod
- 1974. Réinventer le couple, Éditions Robert Laffont.
- 1973. Les groupes de rencontres, Dunod.
- 1972. Liberté pour apprendre, Dunod.
- 1971. Autobiographie, Éditions Epi.
- 1963. La relation thérapeutique : les bases de son efficacité, Bull. de Psychologie, 17, 1-9.
- 1962. Théorie et recherche. In M. Kinget et C. Rogers, Psychothérapie et relations humaines, vol. I, 146-306, Paris Nauwelaerts.
- 1962. Enseigner et apprendre. Éducation Nationale, no 22, 12-14.
- 1961. Le développement de la personne (On Becoming a Person), Dunod, 2005, 270 p.  (ISBN 2100492381)
- 1959. Psychothérapie et relations humaines, ESF éditeur, 2016, 160 p.[42]
- 1959. La communication. Hommes et techniques, no 169, 132-136.
- 1959. Conditions nécessaires et suffisantes d'un changement de personnalité en psychothérapie. Hommes et techniques, no 169, 150-157.
- 1942. La relation d'aide et la psychothérapie, ESF éditeur, 2008, 235 p.[43]

### Œuvres en langue anglaise
- 1930. Avec C.W. Carson. Intelligence as a factor in camping activities. Camping Magazine, 3 (3), 8-11.
- 1931. Measuring Personality Adjusment in Children Nine to Thirteen. New York, Teachers College de l'université Columbia, Bureau of Publications, 107 p.
- 1931. A test of Personality Adjustment. New York, Association Press.
- 1931. Avec M.E. Rappaport. We pay for the Smiths. Survey Graphic, 19, 508ss
- 1933. A good foster home : Its achievements and limitations. Mental Hygiene, 17, 21-40. Publié aussi dans F. Lowry, Readings in Social Case Work, New York, Columbia University Press, 1939, 417-436.
- 1936. Social workers and legislation. Quarterly Bulletin, New York State Conference on Social Work, 7 (3), 3-9.
- 1937. Three surveys of treatment measures used with children. Amer. J. Orthopsychiat., 7, 48-57.
- 1937. The clinical psychologist's approach to personality problems. The Family, 18, 233-243.
- 1938. A diagnostic study of Rochester Youth. New York State Conference on Social Work, Syracuse, 48-54.
- 1939. Needed emphases in the training of clinical psychologists. J. Consult. Psychol., 3, 141-143.
- 1939. Authority and case work : are they compatible?, Quarterly Bulletin, New York State Conference on Social Work, Albany, 16-24.
- 1940. The processes of therapy. J. Consult. Psychol.,4, 161-164.
- 1941. Psychology in clinical practice. In J. S. Gray, Psychology in Use. New York, American Book Co, 114-167.
- 1941. Avec C. C. Bennett. Predicting the outcomes of treatment. Amer. J. Orthopsychiat., 11, 222-229.
- 1942. The psychologist's contributions to parent, child, and community problems. J. Consult. Psychol., 8-18.
- 1942. A study of the mental health problems in three representative elementary schools. In T.C. Holy et al., A study of Health and Physicial Education in Colombus Public Schools. Ohio State University, Bureau of Educ. Res. Monogr., 25, 69-79.
- 1942. Mental health problems in three elementary schools. Educ. Research Bulletin, 21, 69-79.
- 1942. The use of electrically recorded interviews in improving psychotherapeutic techniques. Amer. J. orthopsychiat., 12, 429-434.
- 1942. Counseling and psychotherapy. Boston, Houghton Mifflin Co, 450 p. Traduit en japonais et publié à Tokyo, Sogensha Press.
- 1951. Client-centered Therapy : Its current pactice, implications and theory. Boston, Houghton-Mifflin et London, Constable.  (ISBN 1-84119-840-4).
- 1977. On Personal Power: Inner Strength and Its Revolutionary Impact. Delacorte Press/New York.  (ISBN 0-440-00980-4).
- 1980. A Way Of Being.